# Dikpootwesp
De dikpootwesp (Chalcis sispes) is een vliesvleugelig insect uit de familie bronswespen (Chalcididae). De wetenschappelijke naam is gepubliceerd in 1761 door Linnaeus.

## Kenmerken
Deze insecten hebben een donker lichaam met zwak geaderde, bruine vleugels. De achterste tibia is gekromd en de achterste femur is verdikt.

## Verspreiding en leefgebied
Deze soort komt voor in Europa en Azië. De larven van deze soort parasiteren op de larven van wapenvliegen.